# Guerres judeo-romanes
Guerres judeo-romanes és un terme per a referir-se a les revoltes dels jueus en la província de Judea contra l'Imperi Romà.
- Primera guerra judeoromana (66-73), també anomenada Primera Revolta Jueva, o Gran Revolta Jueva.
- Guerra de Kitus (115–117), també coneguda com a Segona Guerra Judeo-Romana.
- Rebel·lió de Bar Kojba (132-135), també coneguda, depenent dels autors, com a Segona Guerra Judeo-Romana o com Tercera Guerra Judeo-Romana (si la Guerra de Kitos no és identificada com una de les Guerres judeo-romanes).

En èpoques posteriors van tenir lloc també altres revoltes: 
- Rebel·lió de Diocesarea (351-2), revolta jueva que va tenir el seu origen en aquesta localitat palestina.
- Revolta jueva contra Heracli (613), revolta jueva que es va originar a Tiberiades.